# Сант-Іларіо-д'Енца
Сант-Іларіо-д'Енца (італ. Sant'Ilario d'Enza) — муніципалітет в Італії, у регіоні Емілія-Романья,  провінція Реджо-Емілія.
Сант-Іларіо-д'Енца розташований на відстані близько 360 км на північний захід від Рима, 80 км на північний захід від Болоньї, 17 км на північний захід від Реджо-нелль-Емілії.
Населення — 11 173 особи (2014).
Щорічний фестиваль відбувається 10 грудня. Покровитель — Sant'Eulalia.

## Демографія
Населення за роками:

Станом на 1 січня 2023 року в муніципалітеті офіційно проживало 1350 іноземців з 62 країн, серед них 176 громадян країн Євросоюзу та 140 громадян України.

## Сусідні муніципалітети
- Кампеджине
- Гаттатіко
- Монтеккьо-Емілія
- Монтек'яруголо
- Парма
- Реджо-Емілія